# Río Azero
Río Azero es un río en Bolivia, ubicado en el departamento de Chuquisaca, en la parte central del país, a 130 km al este de Sucre, la capital del país. El río Azero es parte de la cuenca del río Amazonas y un afluente del río Grande. El territorio de la cuenca del río Azero tiene una extensión total de 5648 km². Algunos de los afluentes o tributarios del río Azero son los ríos: Marcani, Cruz Mayu, Yotala, Casas, Mojotorillo y Pescado.

## Curso
La cuenca del río Azero comprende los municipios de Villa Serrano, Tomina, Padilla, Sopachuy, Tarvita, Azurduy, El Villar, Villa Alcalá y comunidades de los municipios de Monteagudo y Villa Vaca Guzmán.